# 布達佩斯攻勢

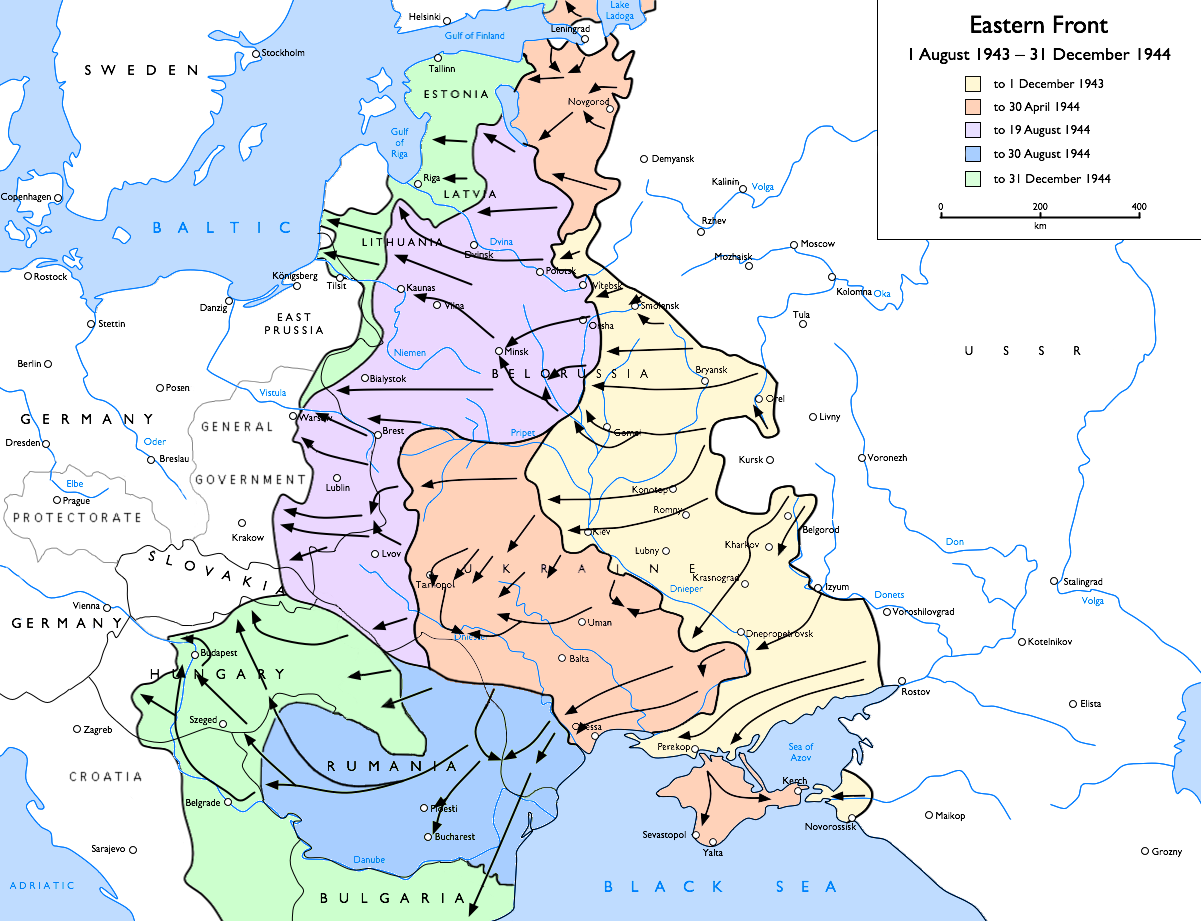
布達佩斯攻勢，與其它蘇軍在巴爾幹的行動被顯示在南面的綠色地區內

布達佩斯攻勢是蘇聯紅軍為消滅在匈牙利王國領土上的德意志國防軍及其軸心國盟軍的攻勢。攻勢從1944年10月29日開始到1945年2月13日布達佩斯陷落宣告結束。這場攻勢是蘇軍在中歐進行的攻勢之中最艱難複雜的一次。蘇聯收穫了一場大捷，瓦解了納粹德國在歐洲的最後一個盟友，並大幅提早了歐洲戰場終戰的到來。

## 序幕
蘇軍在夏季的雅西-奇西瑙攻勢中佔領羅馬尼亞王國之後繼續挺進巴爾幹半島。蘇聯紅軍在8月31日攻佔布加勒斯特，並隨即向西穿越喀爾巴阡山脈進入匈牙利王國，向南進入保加利亞王國。同時，一部分蘇軍聯合南斯拉夫游击队參與了貝爾格勒攻勢。在此過程中，蘇軍誘使德軍從華沙-柏林軸心抽調預備隊，再次圍殲了德國第6軍團，並迫使德國南烏克蘭集團軍轄下的第8軍團的殘兵向西撤入匈牙利王國。

## 攻勢
從1944年10月起，烏克蘭第2、第3及第4方面軍進入匈牙利，當在12月底孤立了匈牙利的首都後，蘇軍發動布達佩斯圍城戰開始攻城，1945年2月13日，該市陷落。
根據史料，布達佩斯戰役可以分為五個階段
- 第一階段（1944年10月29日-1944年11月3日）與第二階段（1944年11月7日-1944年11月24日）中，烏克蘭第2方面軍在羅季翁·馬利諾夫斯基率領下發動了兩次大型攻勢。由於德軍極力死守，這兩個階段裡的戰鬥尤其猛烈血腥。因為德軍拼死抵抗加上自身兵力不足，蘇聯紅軍縱能奪取大量土地，卻無法攻占布達佩斯。

- 第三階段（1944年12月3日-1944年12月26日）中，托尔布欣的烏克蘭第3方面軍解放了貝爾格萊德，進抵多瑙河。這大幅增強了蘇軍在匈牙利的實力。這時兵力強大的幾個蘇聯方面軍從布達佩斯南北兩個方向發動鉗形攻勢，一舉包圍了該市以及 79000 名德國和匈牙利士兵。

- 第四階段（1945年1月1日-1945年1月26日）中，德國增援部隊發動了一系列強有力的反攻，称为“康拉德作战（英语：Operation Konrad）”，企圖解除布達佩斯之圍。有些德軍部隊得以深入該市近郊；最成功的幾支部隊甚至進抵這座匈牙利首都25公里之外。然而，蘇聯軍隊擊退了德軍的所有反攻，維護了包圍圈。
  - “康拉德1号作战” - 1945年1月1号开始 - 党卫队装甲第4军党卫军第3“骷髅”装甲师和党卫军第5“维京”装甲师在经过短暂炮火装备的情况下突进了陶陶以南苏军近卫第4集团军近卫步兵第31军的战线。次日就将苏军击退了32公里远，攻至比奇凱，距离布达佩斯仅大约30公里。党卫队装甲第4军另一路沿着多瑙河右岸，从奈斯梅伊3天内攻入40公里崎岖地带，攻克埃斯泰尔戈姆，成功夺取了多瑙河南岸的部分地段。乌克兰第二方面军为解救危局，在多瑙河左岸的近卫坦克第6集团军在近卫第7集团军的协同下于1月6日向西发动了一次进攻，突入80公里，攻克匈牙利战役中轴心国军队最重要的补给站--科马尔诺铁路枢纽。
  - “康拉德2号作战” - 党卫队装甲第4军把“维京”师从前线撤出，在三天时间内秘密运送到多瑙河河曲附近从埃斯泰尔戈姆，1945年1月7号开始“维京”师沿着派力什（Pilis）山脉的狭窄山路向布达佩斯进攻。1月12日，由斯堪地那维亚志愿者组成的党卫军“维斯特兰”团率先抵达离布达南区仅有22.5公里的皮利什森特凯赖斯特。1月7日，德国装甲第3军（辖第271步兵师和第3装甲师）和骑兵第1军（辖第1装甲师，第23装甲师，第4骑兵旅和“统帅堂”重装甲营）以137辆坦克、116门火炮和5700名步兵的兵力在布达佩斯西南面的莫爾—扎莫伊一线发动了“康拉德2号”的牵制性攻势，德军在3天内仅前进了16公里，最终被迫于11日终止行动。
  - “康拉德3号作战（英语：Operation Konrad III）” - 1945年1月17号开始 - 党卫队装甲第4军与德国装甲第3军从塞克什白堡，试图合围10个苏军的师，攻至。苏军抽调3个正在布达作战的军前往控制布达佩斯西南地域，其中近卫骑兵第5军甚至在24小时内行军了105公里去阻截德军进攻。乌克兰第3方面军调来了第26集团军司令部从1月28日开始便集中指挥巴拉顿湖和多瑙河之间许多分散的部队。德军最终攻至埃爾奇南部-鲍劳奇考-瓦尔一线。从1月27日起，苏联乌克兰第2方面军和乌克兰第3方面军从南北夹击攻出来的的德军。2月2日，苏军第26集团军向北的进攻与近卫第4集团军在奥多尼会师，德军被迫全线撤退回进攻前出发地。

至此，德军为给布达佩斯解围所作的全部努力均告失败，援军在3次“康拉德”行动中战死17,000人。
- 最後的第五階段（1945年1月27日-1945年2月13日）中，蘇軍集中兵力以消滅困守城中的敵人。德軍頑抗半個月之久，最終於1945年2月13日投降，布達佩斯區域裡四個月的血戰就此落幕。大約79000名守軍之中僅有1000人逃過戰死或被俘的命運。

布達佩斯攻勢之後，南方集團軍的主力幾乎全軍盡墨。維也納，捷克斯洛伐克，和德國南境對於蘇軍及其盟友而言可謂門戶大開。根據蘇聯統計，布達佩斯一戰德國和匈牙利方戰死490000人，1100000人被俘，269輛坦克被擊毀。

## 後續
當此地區之大部分德軍被消滅後，德軍從西部戰線急調部隊，並在3月與巴拉頓湖地區實施命運多舛的春季覺醒行動。該行動之目的是保護軸心國最後一個可用的原油產地及奪回布達佩斯，但卻落得無功而返的結局。